# 田中雄大 (1999年7月生のサッカー選手)
田中 雄大（たなか ゆうだい、1999年7月9日 - ）は、滋賀県野洲市出身のプロサッカー選手。Jリーグ・福島ユナイテッドFC所属。ポジションはゴールキーパー（GK）。

## 来歴
地元の野洲JFC、FC湖東でプレーし、膳所高等学校を経て京都大学農学部応用生命科学科に進学し、同大学の体育会サッカー部でプレーした。京大卒業後、当時関西サッカーリーグ1部のおこしやす京都ACに加入。2024年、東北社会人サッカーリーグ1部のみちのく仙台FCで公式戦15試合に出場。
2024年12月24日、J3リーグの福島ユナイテッドFCへ完全移籍での加入が発表され、これによって京都大学卒業生で初のJリーガーが誕生した。また、Jリーグで通算4人目となる「田中雄大」選手の誕生であり、最初に選手登録された「田中雄大」とは出身地が同じ滋賀県野洲市、2人目の「田中雄大」とはポジションが同じゴールキーパー、3人目の「田中雄大」とは誕生年が同じ1999年生、と偶然が重なっている。
2025年5月11日、福島県サッカー選手権大会（第105回天皇杯福島県代表決定戦）決勝の東日本国際大学戦で後半32分から途中出場し、プロ選手として公式戦デビューを果たした。

## 所属クラブ
- 野洲JFC
- FC湖東
- 滋賀県立膳所高等学校サッカー班
- 京都大学蹴球部
- 2022年 - 2023年  おこしやす京都AC
- 2024年  みちのく仙台FC
- 2025年 -  福島ユナイテッドFC

## 個人成績
| 国内大会個人成績 | 国内大会個人成績 | 国内大会個人成績 | 国内大会個人成績 | 国内大会個人成績 | 国内大会個人成績 | 国内大会個人成績 | 国内大会個人成績 | 国内大会個人成績 | 国内大会個人成績 | 国内大会個人成績 | 国内大会個人成績 |
| 年度             | クラブ           | 背番号           | リーグ           | リーグ戦         | リーグ戦         | リーグ杯         | リーグ杯         | オープン杯       | オープン杯       | 期間通算         | 期間通算         |
| 年度             | クラブ           | 背番号           | リーグ           | 出場             | 得点             | 出場             | 得点             | 出場             | 得点             | 出場             | 得点             |
| 日本             | 日本             | 日本             | 日本             | リーグ戦         | リーグ戦         | リーグ杯         | リーグ杯         | 天皇杯           | 天皇杯           | 期間通算         | 期間通算         |
| ---------------- | ---------------- | ---------------- | ---------------- | ---------------- | ---------------- | ---------------- | ---------------- | ---------------- | ---------------- | ---------------- | ---------------- |
| 2022             | お京都           |                  | 関西1部          | 0                | 0                | -                | -                | -                | -                | 0                | 0                |
| 2023             | お京都           |                  | 関西1部          | 3                | 0                | -                | -                | -                | -                | 3                | 0                |
| 2024             | み仙台           |                  | 東北1部          | 15               | 0                | -                | -                | -                | -                | 15               | 0                |
| 2025             | 福島             | 41               | J3               | 0                | 0                | 0                | 0                | 0                | 0                | 0                | 0                |
| 通算             | 日本             | 日本             | J3               | 0                | 0                | 0                | 0                | 0                | 0                | 0                | 0                |
| 通算             | 日本             | 日本             | 関西1部          | 3                | 0                | -                | -                | -                | -                | 3                | 0                |
| 通算             | 日本             | 日本             | 東北1部          | 15               | 0                | -                | -                | -                | -                | 15               | 0                |
| 総通算           | 総通算           | 総通算           | 総通算           | 18               | 0                | 0                | 0                | 0                | 0                | 18               | 0                |